# Хокејашка лига Шведске
Хокејашка лига Шведске или скраћено СХЛ лига (швед. Svenska Hockeyligan) је по рангу највише професионално клупско такмичење у хокеју на леду на подручју Краљевине Шведске.
Као такмичење у актуелној форми основано је 1975. увођењем плеј-офа, под именом Елитсериен (швед. Elitserien) и заменило је дотадашњи лигашки аматерски систем. У почетку је у лиги учествовало 10 клубова, а број клубова је на садашњих 12 повећан током сезоне 1987/88. Национална првенства Шведске се одржавају од 1922. године. Под садашњим именом егзистира од 2013. године.
Под заједничким је патронатом заједнице клубова лиге и Савеза хокеја на леду Шведске.
Најуспешнија екипа у лиги је ХК Фарјестад из Карлстада са укупно 9 титула националног првака. Са просеком од 6.385 гледалаца по утакмици током сезоне 2011/12. СХЛ лига је била најпосећеније клупско хокејашко такмичење у Европи те сезоне. У лиги се тренутно такмичи 12 клубова, а планирано је да се од сезоне 2015/16. број клубова повећа на 14.
СХЛ лига се сматра једним од 4 најјача клупска такмичења у Европи, заједно са финском и чешком лигом, а иза руске КХЛ лиге.

## Историјат
Захваљујући свом географском положају и присуству бројних ледених површина током зимског дела године (у неким подручјима и по десет месеци годишње) спортови на леду су од најранијих времена имали велику популарност на подручју Шведске. Најпопуларнија екипна игра била је хокеј са лоптом (или бенди). Међутим модерни хокеј на леду као игра се појавио доста касно, тек 1919. године превасходно захваљујући америчком бизнисмену и заљубљенику у ову игру Раулу Ла Мату који је у Стокхолму једно време радио као филмски режисер. Нова игра је за кратко време постала веома популарна, почели су да се оснивају и први клубови, а већ 1920. репрезентација је дебитовала на Олимпијском турниру (уједно и на међународној сцени) у Антверпену.
Бригу о хокеју на леду у земљи је у почетку водио Фудбалски савез Шведске. Иако се у то време хокеј није играо организовано, ФСШ је 23. марта 1912. постао пуноправним чланом Међународне хокејашке асоцијације (ИИХФ). Национални савез задужен искључиво за хокеј на леду издвојио се из фудбалске организације 17. новембра 1922, а убрзо је постао и пуноправним чланом Краљевског спортског савеза Шведске, а наследио је и чланство ФСШ у ИИХФ-у. За првог председника именован је некадашњи шведски олимпијац Исак Вестергрен захваљујући чијој финансијској помоћи је национални тим учествовао на ЛОИ у Антверпену две године раније.
Национална првенства играју се од 1922. године. Све до 1952. такмичење се одржавало по турнирском систему, а од тада лига се састојала од две дивизије (северне и јужне) чији победници су у директном окршају одлучивали о титули националног првака.
Како се хокеј као спорт развијао у земљи и стицао све већи број поклоника, тако се јавила потреба и за модернизацијом и реорганизацијом националног шампионата. Инаугурална сезона нове реорганизоване Елитне серије (швед. Elitserien) почела је 5. октобра 1975. уз учешће 10 клубова, од којих је сваки одиграо по 36 утакмица у лигашком делу сезоне (четворокружни бод систем). Због повећаног интересовања клубова, број учесника у лиги је повећан на 12 клубова 1987. године, док је број екипа у нижем рангу такмичења повећан на 14. Број клубова је поново повећан на 14 почев од сезоне 2014/15.
Средином јуна 2013. лига је преименована на садашњи назив, Хокејашка лига Шведске, или скраћено СХЛ (швед. Svenska hockeyligan), све са циљем стварања ефикаснијег и уочљивијег хокејашког бренда, а усвојен је и нови поједностављени лого такмичења.
Од сезоне 2015/16. број клубова у лиги повећан је на 14 екипа.

### Ранији називи за елитну лигу
- Прва класа (швед. Klass I) — 1922/1923−1926/1927.
- Елитна серија (швед. Elitserien) — 1927/1928-1934/1935.
- Шведска серија (швед. Svenska Serien) — 1935/1936-1940/1941.
- Прва дивизија (швед. Division 1) — 1941/1942-1974/1975
- Елитна серија (швед. Elitserien) — 1975/1976-2012/2013.
- Хокејашка лига Шведске (швед. Svenska Hockeyligan) — од сезоне 2013/2014.

## Формат такмичења
Свака сезона СХЛ лиге подељена је на два дела, на лигашки део који се игра од септембра до почетка марта, и на плеј-оф који се игра током марта и априла.
У лигашком делу сезоне свака екипа игра по 55 утакмица (у форми са 12 тимова). Свака утакмица је састављена од 3 периода од по 20 минута, са максималних 18 минута паузе између трећина. Уколико је резултат након 60 минута нерешен, игра се петоминутни продужетак у формацији 4 на 4 до златног гола. Уколико је и после продужетка резултат нерешен, шутирају се пенали (почетна серија од 3 ударца, и даље један за један све до победничког гола). Победа након 60 минута се вреднује са 3 бода, победа након прдужетка или пенала вреди 2 бода, док пораз у продужетку или после пенала носи 1 бод. Екипа која освоји највише бодова на крају лигашког дела сезоне осваја новчану награду од милион шведских круна и титулу победника лиге. Шест најбоље пласираних екипа у лиги остварује директан пласман у плеј-оф, док екипе пласиране од 7. до 10. места разигравају за преостала два места у плеј-офу. Раније је пласман у разигравање обезбеђивало 8 првопласираних екипа (до сезоне 2013/14). Две последње пласиране екипе у лиги разигравају са четири најбоља тима из друге лиге за опстанак у елитном рангу такмичења.
У случају да на табели лиге две или више екипа деле исти број бодова, о пласману одлучује гол разлика, број постигнутих погодака и директан омјер између поменутих тимова.
Плеј-оф се игра по елиминационом систему на 4 победе (максимално 7 утакмица), а предност домаћег терена у евентуалној 7. утакмици имају екипе које су боље пласиране на табели лигашког дела сезоне. Пласман на табели директно одређује и ривале у четврфиналу плеј-офа, те тако првопласирана екипа игра са осмопласираном (односно најслабије пласираним тимом из плеј-ина), другопласирана са седмопласираном и тако редом. Сличан начин одабира ривала је све до финалне утакмице (иако су раније три првопласирана тима имала право да бирају ривале у четврфиналу).
Тим који победи у финалној утакмици добија титулу првака Шведске (швед. Svenska mästare) и трофеј Ле Мат.
За разлику од лигашког дела сезоне, у плеј-офу се продужетак игра 20 минута (5 на 5 играча) све док једна екипа не постигне гол (не изводе се пенали). Најдужу утакмицу у историји одиграле су у полуфиналу плеј-офа 23. марта 1997. екипе Лександа и Фарјестада, а победнички гол за Лександ је постигао Андреас Карлсон у 59 минуту продужетка (играна су скоро пуна три продужетка).

### СХЛ зимски класик
Од 2009. током децембра у лигашком делу сезоне неке екипе своје утакмице играју на отвореном, углавном на фудбалским стадионима, а све са циљем додатне популаризације хокеја и привлачења спонзора. Прва таква утакмица одиграна је 28. децембра 2009. на стадиону Улеви у Гетеборгу између Фрелунде и Фарјестада. Меч који је Фрелунда добила са 4:1 игран је пред 31.144 гледаоца, што је представљало рекордну посећеност једног хокејашког меча у Шведској. Исте екипе су и наредне године одиграле утакмицу на отвореном, али тај пут на стадиону у Карлстаду пред 15.274 гледаоца (Фарјестад победио са 5:2).
Зимски класик 2013. одигран је 14. децембра на стадиону Гамла Улеви пред 13.452 гледаоца, између екипа Фрелунде и Шелефтеа (победа Шелефтеа од 4:1).

## Клубови у сезони 2017/18.
| Клуб            | Шведско име | Град       | Основан | Титула |
| --------------- | ----------- | ---------- | ------- | ------ |
| Бринес          |             | Јевле      | 1939.   | 13     |
| Јургорден       |             | Стокхолм   | 1922.   | 16     |
| Фрелунда        |             | Гетеборг   | 1944.   | 3      |
| Ферјестад       |             | Карлстад   | 1932.   | 9      |
| ХВ71            |             | Јенћепинг  | 1971.   | 4      |
| Линћепинг       |             | Линћепинг  | 1976.   | 0      |
| Лулео           |             | Лулео      | 1977.   | 1      |
| Шелефтео        |             | Шелефтео   | 1921.   | 3      |
| Векше лејкерси  |             | Векше      | 1997.   | 0      |
| ХК Еребро       |             | Еребро     | 1990.   | 0      |
| ХК Карлскрона   |             | Карлскрона | 2001.   | 0      |
| Малме редхоукси |             | Малме      | 1972.   | 2      |
| ХК Мора         |             | Мора       | 1935.   | 0      |
| ХК Регле        |             | Енгелхолм  | 1932.   | 0      |

## Шампиони
Почев од 1922. када је одигран први турнир за титулу хокејашког клупског првака Шведске, па закључно са сезоном 2013/14. одиграно је укупно 90 сезона хокејашке лиге Шведске.
Првим победником постала је екипа ХК Јота (IK Göta) из Стокхолма која је у финалној утакмици победила екипу Хамарбија са 6:0. Најуспешнији шведски клуб свих времена је ХК Јургорден са укупно 16 титула националног првака, док је од реорганизације лиге 1975. највише титула освојила екипа Ферјестада (укупно 9). Укупно 16 екипа је до сада освајало титуле националног првака, односно 12 екипа од реорганизације лиге.
Скраћеница IF у имену клубова означава спортско друштво или idrottsförening.
Победници пре реорганизације лиге 1975
- 1922. ХК Јота (1)
- 1923. ХК Јота (2)
- 1924. ХК Јота (3)
- 1925. ХК Седертеље (1)
- 1926. ХК Јургорден (1)
- 1927. ХК Јота (4)
- 1928. ХК Јота (5)
- 1929. ХК Јота (6)
- 1930. ХК Јота (7)
- 1931. ХК Седертеље (2)
- 1932. ХК Хамарби (1)
- 1933. ХК Хамарби (2)
- 1934. ХК АИК (1)
- 1935. ХК АИК (2)
- 1936. ХК Хамарби (3)
- 1937. ХК Хамарби (4)
- 1938. ХК АИК (3)
- 1939. Није одржано
- 1940. ХК Јота (8)
- 1941. ХК Седертеље (3)
- 1942. ХК Хамарби (5)
- 1943. ХК Хамарби (6)
- 1944. ХК Седертеље (4)
- 1945. ХК Хамарби (7)
- 1946. ХК АИК (4)
- 1947. ХК АИК (5)
- 1948. ХК Јота (9)
- 1949. Није одржано
- 1950. ХК Јургорден (2)
- 1951. ХК Хамарби (8)
- 1952. Није одржано
- 1952/53. Седертеље (5)
- 1953/54. Јургорден (3)
- 1954/55. Јургорден (4)
- 1955/56. Седертеље (6)
- 1956/57. Јевле Г. (1)
- 1957/58. Јургорден (5)
- 1958/59. Јургорден (6)
- 1959/60. Јургорден (7)
- 1960/61. Јургорден (8)
- 1961/62. Јургорден (9)
- 1962/63. Јургорден (10)
- 1963/64. ХК Бринес (1)
- 1964/65. ХК Фрелунда (1)
- 1965/66. ХК Бринес (2)
- 1966/67. ХК Бринес (3)
- 1967/68. ХК Бринес (4)
- 1968/69. ХК Лександ (1)
- 1969/70. ХК Бринес (5)
- 1970/71. ХК Бринес (6)
- 1971/72. ХК Бринес (7)
- 1972/73. ХК Лександ (2)
- 1973/74. ХК Лександ (3)
- 1974/75. ХК Лександ (4)

Национални прваци од оснивања СХЛ лиге 1975
- 1975/76. Бринес (8)
- 1976/77. Бринес (9)
- 1977/78. Шелефтео (1)
- 1978/79. МОДО (1)
- 1979/80. Бринес (10)
- 1980/81. Ферјестад (1)
- 1981/82. АИК (6)
- 1982/83. Јургорден (11)
- 1983/84. АИК (7)
- 1984/85. Седертеље (7)
- 1985/86. Ферјестад (2)
- 1986/87. Бјерклевен (1)
- 1987/88. Ферјестад (3)
- 1988/89. Јургорден (12)
- 1989/90. Јургорден (13)
- 1990/91. Јургорден (14)
- 1991/92. Малме р. (1)
- 1992/93. Бринес (11)
- 1993/94. Малме р. (2)
- 1995/96. Лулео (1)
- 1996/97. Ферјестад (4)
- 1997/98. Ферјестад (5)
- 1998/99. Бринес (12)
- 1999/00. Јургорден (15)
- 2000/01. Јургорден (16)
- 2001/02. Ферјестад (6)
- 2002/03. Фрелунда (2)
- 2003/04. ХВ71 (2)
- 2004/05. Фрелунда (3)
- 2005/06. Ферјестад (7)
- 2006/07. МОДО (2)
- 2007/08. ХВ71 (3)
- 2008/09. Ферјестад (8)
- 2009/10. ХВ71 (4)
- 2010/11. Ферјестад (9)
- 2011/12. Бринес (13)
- 2012/13. Шелефтео (2)
- 2013/14. Шелефтео (3)
- 2014/15. Векше лејкерси (1)
- 2015/16. Фрелунда (4)
- 2016/17. ХВ71 (5)
- 2017/18. Векше лејкерси (2)

### Табела успешности клубова
У табели су приказани сви освајачи националног првенства, почев од инаугуралне сезоне 1922. године. У загради је број титула освојен после оснивања СХЛ лиге 1975. године.
| Екипа           | Титула | Последња титула |
| --------------- | ------ | --------------- |
| ХК Јургорден    | 16 (6) | 2001.           |
| ХК Бринес       | 13 (6) | 2012.           |
| ХК Ферјестад    | 9 (9)  | 2011.           |
| ХК Јота         | 9 (0)  | 1948.           |
| ХК Хамарби      | 8 (0)  | 1951.           |
| ХК АИК          | 7 (2)  | 1984.           |
| ХК Седертеље    | 7 (1)  | 1985.           |
| ХК ХВ71         | 5 (5)  | 2017.           |
| ХК Лександ      | 4 (0)  | 1975.           |
| ХК Фрелунда     | 4 (3)  | 2016.           |
| ХК Шелефтео     | 3 (3)  | 2014.           |
| Малме редхоукси | 2 (2)  | 1994.           |
| МОДО хокеј      | 2 (2)  | 2007.           |
| ХК Бјерклевен   | 1 (1)  | 1987.           |
| ХК Јевле        | 1 (0)  | 1957.           |
| ХК Лулео        | 1 (1)  | 1996.           |
| Векше лејкерси  | 1 (1)  | 2015.           |

Напомена: Подаци у табели су ажурирани по окончању сезоне 2016/17. 

## Трофеји и признања
Екипа која победи у финалној утакмици плеј-офа добија звање првака Шведске у хокеју на леду и „трофеј Ле Мат“ (швед. Le Mat-pokalen). Ле Матов трофеј је најстарији трофеј који се додељује победнику неког од професионалних спортских такмичења у Шведској. Име је добио по свом творцу и оснивачу хокејашког спорта у Шведској Раулу Ле Мату, а први пут је додељен још 1926. године. Висок је 52 цм и тежак 3,34 кг, а верзија која се данас додељује представља копију оригинала који је украден почетком 1950-их година.
Од појединачних награда додељују се следеће:
- „Трофеј Хокан Лоб“ (швед. Håkan Loob Trophy) се додељује најбољем стрелцу током лигашког дела сезоне, почев од сезоне 1975/76;
- „Златна кацига“ (швед. Guldhjälmen) је најпрестижније индивидуално признање у лиги и додељује се најкориснијем играчу целе сезоне на основу гласова играча клубова елитне лиге. Додељује се од 1986. године.
- „Награда Орец“ (швед. Årets Rookie) додељује се најбољем дебитанту у лиги. Додељује се од сезоне 1989/90. на иницијативу компаније „Svenska Spel“ и управе СХЛ лиге.
- „Златни пак“ (швед. Guldpucken) је трофеј који се традиционално додељује најбољем играчу сезоне.
- „Меморијални трофеј Стефан Лив“ (швед. Stefan Liv Memorial Trophy) додељује се најкориснијем играчу плеј-оф серије. Трофеј се додељује од 2010, а име је добио по хокејашу Стефану Ливу који је трагично страдао у авионској несрећи код Јарославља 2011;